# Huismuziek
Huismuziek is een Nederlandse vereniging voor muziek- en instrumentenbouw, opgericht in 1951. Huismuziek biedt zowel muziekcursussen, webinars en videolessen aan voor amateurmusici, als muziekinstrumentenbouwcursussen.

## Achtergrond
Met de term ‘huismuziek’ werd in de twintiger en dertiger jaren van de twintigste eeuw het maken van muziek in kleine (huiselijke) kring door amateurs aangeduid. Huismuziek paste in de beweging van ‘Wandervogel’, die aan het begin van de twintigste eeuw was ontstaan in Duitsland. Deze jeugdbeweging keerde zich tegen de in haar ogen ‘duffe’ negentiende-eeuwse tijdsgeest en probeerde zich los te maken van allerlei burgerlijke conventies. Jongeren trokken de natuur in, onder het zingen van allerlei volksliederen. Er verschenen liederenbundels en bij meerstemmige bewerkingen van liederen ontstond behoefte aan instrumentale begeleiding. Gekozen werd voor de blokfluit, een instrument waarop men al snel een eenvoudige melodie kon spelen. Daarnaast werden ook de luit, gitaar, gamba, mandoline en andere instrumenten uit vroegere tijden gebruikt.
Ook in de Nederlandse jeugdbeweging van die tijd begon muziek een belangrijke rol te spelen. Voor de socialistische jeugd stelde Piet Tiggers, muziekleider van de Arbeiders Jeugd Centrale (AJC), verschillende volksliedbundels samen. Hetzelfde deed Jop Pollmann voor de katholieke jongeren. De uitgave van de bundels bevorderde het zingen van volksliederen, vaak met instrumentale begeleiding. Daarbij werd gekozen voor muziek die technisch niet te moeilijk was. Goed speelbare muziek vond men in de voorklassieke periode, namelijk in de barok, de renaissance en de middeleeuwen. Bij het maken van huismuziek ging het niet om uitvoeringen op het podium, maar om ‘een gezamenlijk beleefde vreugde aan de muziek tijdens het samenspel’.

## Geschiedenis

### Oprichting van de vereniging
Op 5 mei 1951 werd de Vereniging voor Huismuziek opgericht in het Utrechtse hotel Terminus. Een van de initiatiefnemers was Gerrit Vellekoop (1907-1984), een muziekpedagoog en sociaaldemocraat, die de beoefening van huismuziek op een hoger plan wilde brengen. In de vooroorlogse jaren was hij actief binnen de AJC als leider van de muzikale vorming van jongeren. In zijn oprichtingstoespraak noemde hij het nodig dat leiding werd gegeven aan de ontwikkeling van huismuziek. Daarnaast wees hij op de behoefte aan voorlichting over huismuziek en de keuze van geschikte instrumenten en muziek. Door samenwerking van de verschillende plaatselijke groepen en instituten wilde Vellekoop tot een landelijke organisatie komen, die alles omvatte wat zich met de beoefening van huismuziek bezighield.
Behalve Vellekoop waren nog vier anderen bij de oprichting betrokken. Renske Nieweg (1911-2002), die evenals Vellekoop actief was geweest in de AJC, leidde veel zang- en speelgroepen en ze was een belangrijk voorvechtster van het Nederlandse lied. Ook Marie Veldhuyzen (1907-1989), hoofd van het Nederlandse Volksliedarchief, kapelaan Ed Miedema (1912-1985), een van de oprichters van het Limburgs Instituut voor Huismuziek en Volksdans, en de Groningse HBS-leraar Wim Mook (1898-1991) maakten deel uit van de groep initiatiefnemers.

### Eerste jaren

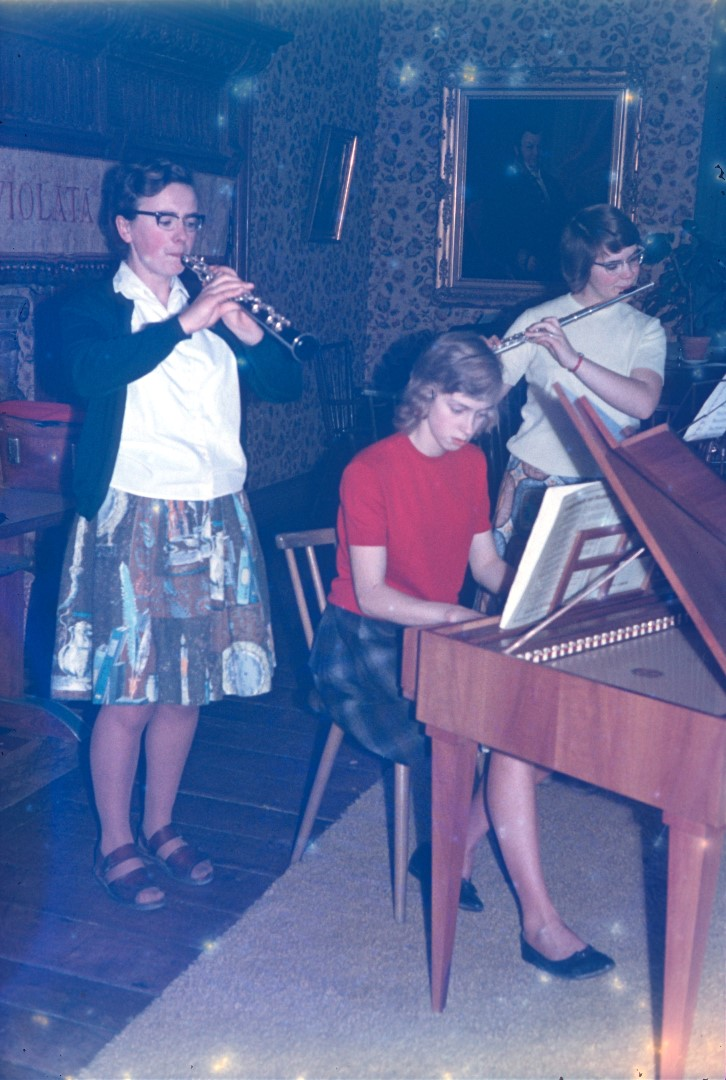

De vereniging bleek in een grote behoefte te voorzien. Veel leden meldden zich aan en het cursusaanbod werd snel uitgebreid. Er waren kinder- en jeugdweken, cursussen voor gezinnen en cursussen vedelbouw, waarbij gebruik werd gemaakt van volkshogescholen op verschillende plaatsen in het land. Ook aan de scholing van het kader werd veel gedaan. De vereniging stelde een examen in voor het getuigschrift blokfluitspel dat in 1953 voor het eerst werd afgenomen. Vanaf een half jaar na de oprichting verscheen met regelmaat het mededelingenblad ‘Huismuziek’, verzorgd door de secretaris van de vereniging, Gerrit Vellekoop. Op verschillende plaatsen werden afdelingen opgericht en in september 1954 telde de vereniging al 1173 leden. In 1960 werd Vellekoop door het bestuur benoemd tot directeur van het bureau van de vereniging. Na zijn vertrek in 1972 werd hij opgevolgd door de musicologe Ine Jellema.

### Bloeiperiode
Tijdens het directeurschap van Ine Jellema koos de vereniging een nieuwe koers. Het kantoor verhuisde van het huisadres van Gerrit Vellekoop in Soest naar een eigen kantoor in Utrecht en later naar IJsselstein. In een statutenwijziging werd de doelstelling verbreed: van ‘huismuziek spelen in kleine kring’ werd het ‘in kleine en grote groepen spelen van muziek’. Ook het instrumentarium werd verbreed. Niet alleen voor instrumenten zoals de vedel en de luit werden cursussen verzorgd, maar ook voor dwarsfluit, mandoline, klarinet en vooral voor strijkinstrumenten. Er bleek behoefte aan onderscheid tussen cursussen voor beginners en gevorderden en het aanbod werd verbreed met cursussen voor koorzang, muziektheater, jazz en lichte muziek, etc. In 1974 werd binnen de vereniging de werkgroep Bouwerskontakt opgericht, die informatie verzamelde over materialen, gereedschappen en technieken voor het bouwen van muziekinstrumenten en die cursussen organiseerde waarin instrumenten werden gebouwd.
Het ging de vereniging goed: het totale aantal cursussen steeg van 30 in 1976 tot 140 in 1991. Huismuziek kreeg ook een tijdlang de organisatie in handen van het Orlando Festival, dat jaarlijks werd gehouden in de abdij Rolduc in het Limburgse Kerkrade. Met steun van het Fonds van de Scheppende Toonkunst kon Huismuziek compositieopdrachten geven aan Nederlandse componisten. Zo leverden componisten als Leo Samama, Caroline Ansink en Hans Kox geslaagde composities die binnen Huismuziek uitgevoerd konden worden. De vele activiteiten trokken steeds meer nieuwe leden. Rond 1980 bereikte de vereniging het hoogste aantal leden: 6000.

### Moeilijke jaren
In de negentiger jaren begon voor Huismuziek een moeilijke periode. Een tijdlang viel de vereniging onder de landelijke koepel van het Landelijk Overleg Amateur Muziek (LOAM) en verloor daardoor een deel van haar zelfstandigheid en ontving minder subsidie. Huismuziek was geen aanspreekpunt meer voor overheden en instanties, de deelname van de jeugd aan activiteiten liep terug en de vereniging kreeg concurrentie van muziekscholen, die met een gelijksoortig aanbod kwamen. Het ledenaantal liep terug tot krap 3.000 en het aantal cursussen bedroeg niet meer dan dertig per jaar. In 1994 kregen de twintig Huismuziekafdelingen een zelfstandige status omdat wettelijke regelingen voor een regionale afdeling zelfstandigheid vereisten om in aanmerking te kunnen komen voor landelijke subsidie.

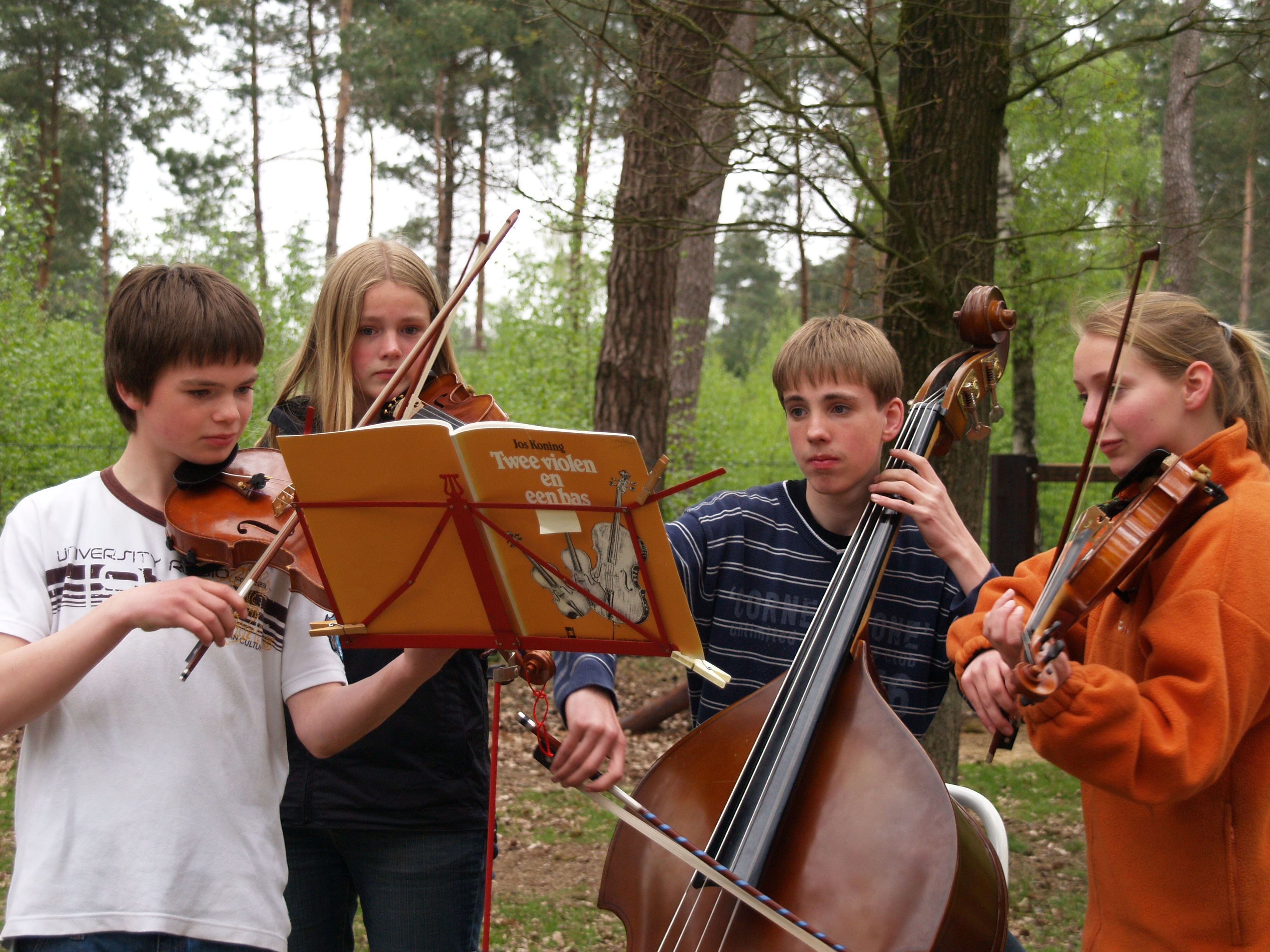

Enkele jaren later ging de vereniging financieel bijna ten onder. Mede dankzij nalatenschappen van twee leden werd dit voorkomen. Bezuinigingen dwongen Huismuziek ertoe het bureau en de bibliotheek te verhuizen naar het privéadres van een bestuurslid en het bleek noodzakelijk vraag en aanbod van cursussen beter op elkaar af te stemmen en de cursusuitgaven strak in de hand te houden.

### Nieuw elan
Pas na de eeuwwisseling traden verbeteringen op. Een nieuw bestuur, dat aantrad in 2006, constateerde dat Huismuziek in de buitenwereld nauwelijks bekend was en dat er een achterhaald beeld van de vereniging was ontstaan. Het bestuur zocht daarom een andere formule om haar nieuw leven in te blazen. De belangrijkste missie werd het bevorderen van musiceren in kleinere ensembles onder leiding van vakbekwame docenten. Daarnaast het uitwisselen van kennis over onderhoud en bouw van instrumenten en het aanbieden van een cursusprogramma dat afgestemd was op de doelgroepen van de vereniging. Tot de primaire doelgroepen werden gerekend: de leden van veertig jaar en ouder, die ooit les hebben gehad en weer tijd krijgen voor samen musiceren. Daarnaast zestigplussers, die meer tijd en mogelijkheden hebben overdag samen te spelen. Tot de secundaire doelgroep hoorden leerlingen van vrijgevestigde docenten, muziekscholen en andere muziekorganisaties. Het aantal cursussen werd uitgebreid. Bureau en bibliotheek kwamen op een centrale plaats en de servicemogelijkheden aan de leden werden uitgebreid. Ledenbestand en inschrijving voor cursussen werden geautomatiseerd en er kwam een spelerscontactbank. Verder kwam er een digitale muziekbibliotheek, een docentenbank en werden er op verschillende plaatsen kamermuziekontmoetingsdagen georganiseerd.

## Activiteiten

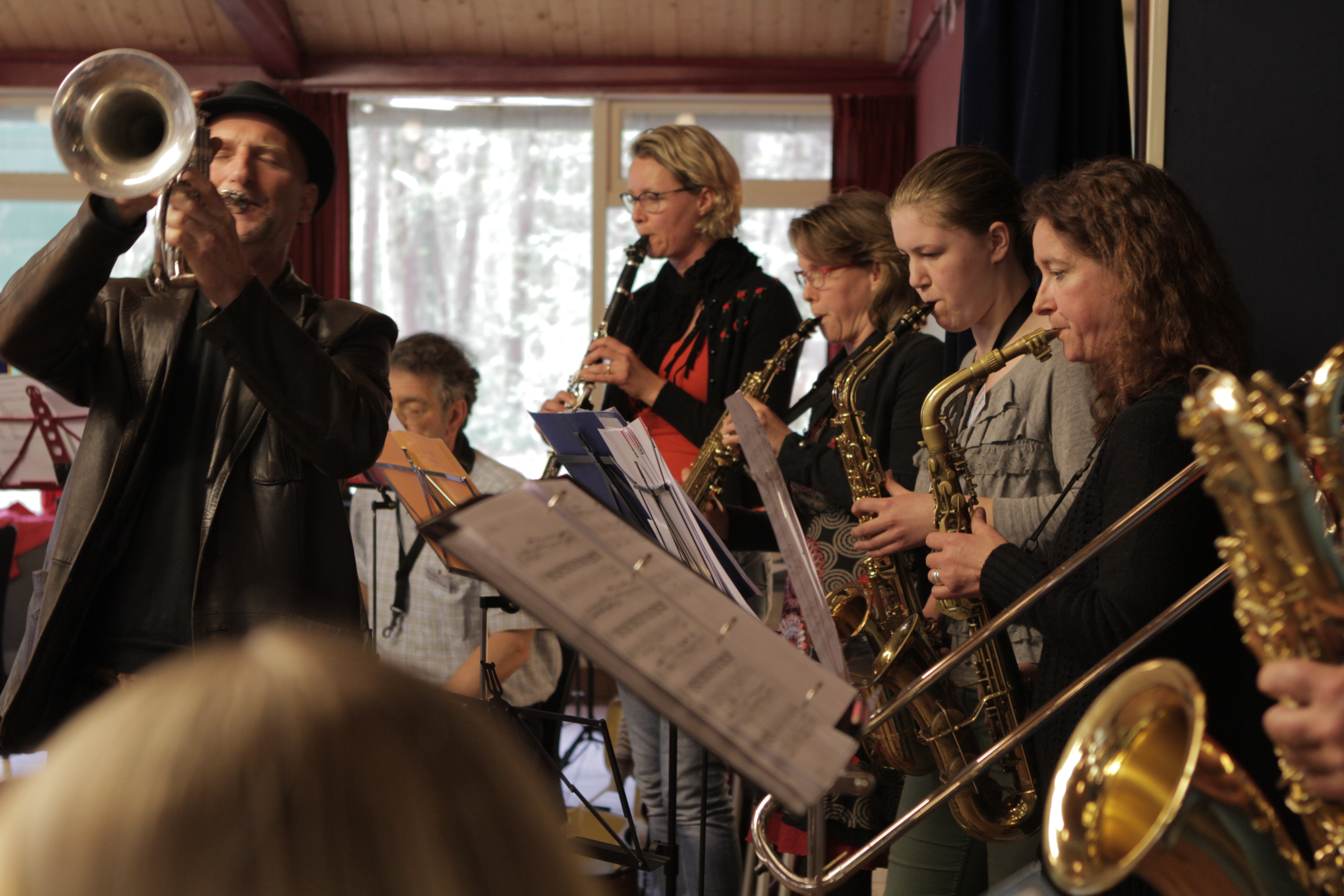
Cursus met klezmerorkest

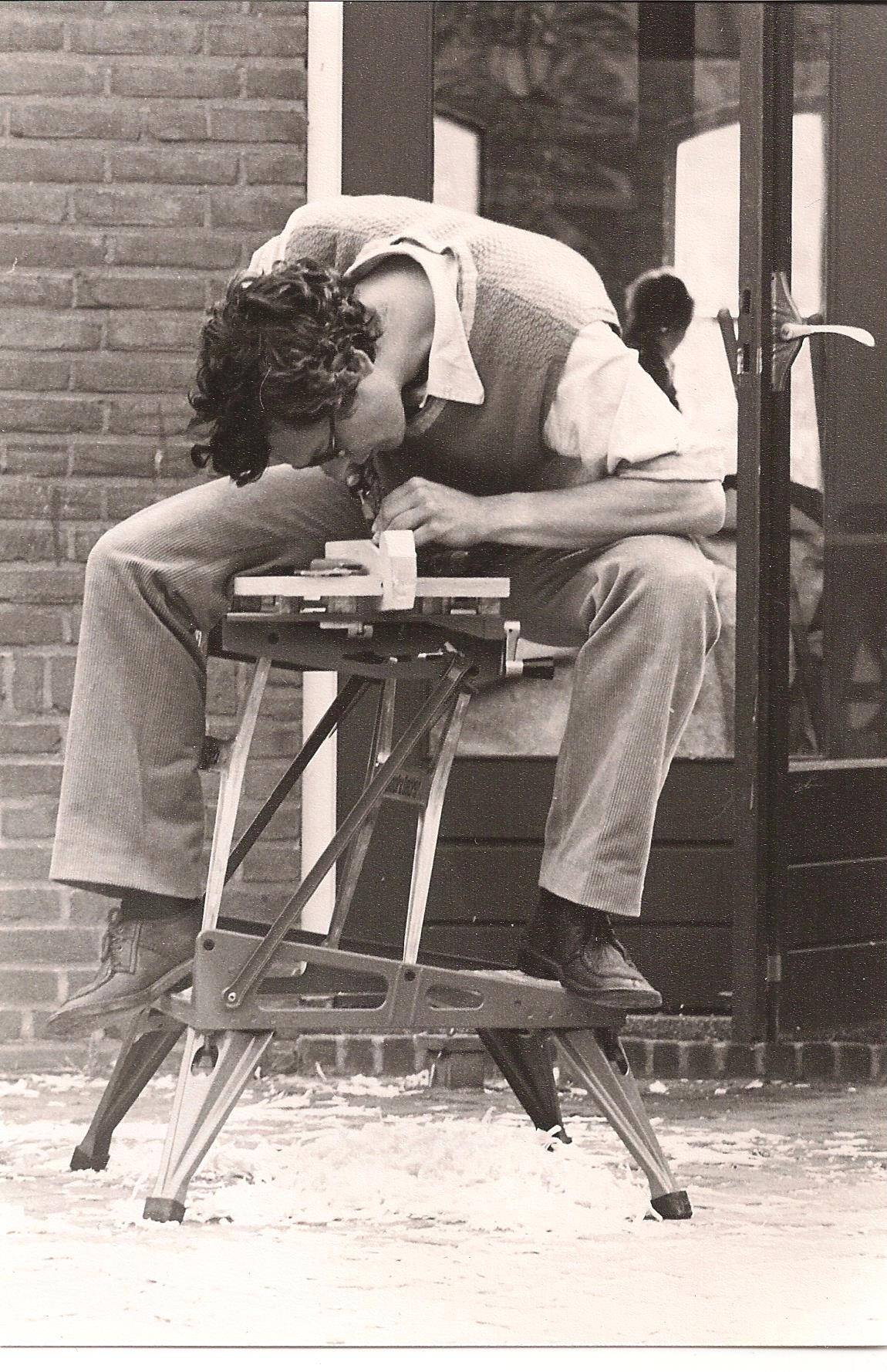
Bouwcursus in Bladel, 1980

Muziekcursussen worden gegeven voor diverse muziekgenres (oude muziek, klassieke muziek, wereldmuziek, improvisatie en lichte muziek) al dan niet in combinatie met andere kunstvormen zoals theater of dans, voor uiteenlopende bezettingen. Daarnaast worden webinars, online workshops en videolessen aangeboden. Voor het bouwen van instrumenten zoals orgel, blokfluit, gitaar of strijkinstrument vinden cursussen plaats in de Houtwerkplaats in Ede. De meeste cursussen worden gegeven in het Akoesticum in Ede; overige cursuslocaties zijn onder meer Utrecht en Amsterdam. Op Buitengoed Fredeshiem in Steenwijk worden Music Mix Weekenden gehouden. 
Sinds 2016 heeft Huismuziek de online contactbank Vind-een-medemuzikant voor musici van de Duitse organisatie Musica Viva vertaald in het Nederlands.  Je kunt er gratis op zoek naar andere musici en kosteloos adverteren.
Huismuziek telde 23 regionale afdelingen die in 1994 als zelfstandige verenigingen onder dezelfde naam verder zijn gegaan. In deze regionale verenigingen zijn ensembles actief, en vanuit deze verenigingen worden ook workshops, samenspeldagen en concerten georganiseerd.
Huismuziek geeft het kwartaalblad De Bouwbrief uit over het bouwen van muziekinstrumenten en een maandelijkse digitale nieuwsbrief.